# Marc Wilmore
Marc Wilmore (San Bernardino, 4 maggio 1963 – Pomona, 30 gennaio 2021) è stato uno sceneggiatore, autore televisivo e attore statunitense.

## Biografia
Era fratello del comico Larry Wilmore. Dopo aver collaborato ai testi del The Tonight Show di Jay Leno, divenne sceneggiatore televisivo, contribuendo soprattutto al successo della popolarissima sit-com animata I Simpson. Nominato dieci volte ai premi Emmy, ne vinse uno soltanto, nel 2008.
Wilmore è morto nel 2021 all'età di 57 anni per complicazioni da COVID-19, aggiuntosi alle patologie di cui soffriva da tempo. 